# Imelda Ramírez

|}

Imelda Ramírez (México) fue una jugadora de tenis en los años 50. Destacada por haber dado a México dos preseas en la justa de los  Juegos Panamericanos de Buenos Aires de 1951. 

## Juegos Panamericanos

### Tercer lugar (1)
| Año  | Torneo               |
| 1951 | JP Buenos Aires 1951 |

### Campeón Dobles Mixtos (1)
| Año  | Torneo               | Pareja          |
| 1955 | JP Buenos Aires 1951 | Gustavo Palafox |

## Enlaces
- http://en.wikipedia.org/wiki/Tennis_at_the_Pan_American_Games

- Datos: Q5914272